# Annunciazione (Cima da Conegliano San Pietroburgo)
L'Annunciazione  del Museo dell'Ermitage di San Pietroburgo è un dipinto a olio su tavola (136x107 cm) di Cima da Conegliano, databile al 1495.
La pala fu commissionata da parte dell'Arte dei Tessitori di Seta per la loro cappella presso la Chiesa di Santa Maria dei Crociferi a Venezia, ricostruita in seguito come Chiesa di Santa Maria Assunta dell'ordine dei Gesuiti. Essa riporta nel cartellino la data di realizzazione e il nome degli ufficiali della scuola della corporazione dei Tessitori di Seta nel medesimo anno. L'immagine venne trasportata dal supporto ligneo a una tela.

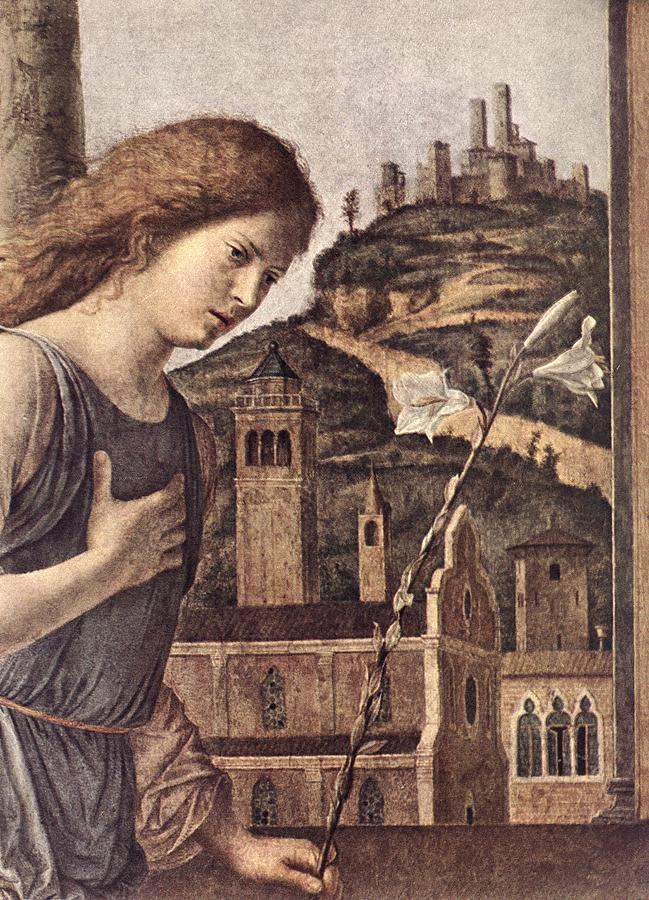
Dettaglio